# 國防譯粹
《國防譯粹》（National Defense Digest）是中華民國國防部史政編譯室發行的一份月刊。創刊於1974年1月。討論軍事事務，將外文文章翻譯成中文，範圍特別集中於美軍期刊文章。現在的內容多半以戰略為主，戰術與武器的資料較少，翻譯者多為大直外語學校訓練出來的軍官。此刊物針對中高階以上軍官，免費寄達海陸空三軍營級（含大隊、二級艦）以上指揮暨參謀軍官閱讀，一般民眾則可在位於臺北的國軍歷史文物館免費取閱。

## 參閱
- 尖端科技 (雜誌)
- 全球防衛雜誌

## 引用文獻
1. ↑  周茂林（2009）。從「異化」「歸化」翻譯策略檢視我國國軍之視域走向。編譯論叢，2(2)，41-42。

## 外部連結
- 《國防譯粹》各期目錄（页面存档备份，存于）